# 根本寛
根本 寛（ねもと ひろし、1940年（昭和15年） -2014年（平成２６年） ）は、日本の筆跡鑑定人。
１９８５年より筆跡学の研究を行い、日本筆跡心理学協会(後述)および一般社団法人・日本筆跡鑑定人協会を設立し会長を務める。このほか中小企業診断士の資格も持ち、近代経営研究所の所長でもある。各所からの依頼により司法分野の筆跡鑑定を多く行う。また、筆跡と書き手の性格の結びつきをテーマとする筆跡心理学の研究で知られ多数の著書がある。神奈川県横浜市青葉区在住。 
2005年には大人のDSトレーニングの筆跡心理学を担当したほか、2006年には日本テレビ「スッキリ!!」にて「運命セラピスト」としてレギュラー出演をするなど、その活動の幅を広げている。
また、日本の筆跡鑑定の水準の向上と、筆跡鑑定の希望者が安心して鑑定を依頼できる鑑定環境を提供することを目的として、2009年に「一般社団法人日本筆跡鑑定人協会」を設立・登記している。

## 所属団体
- 中小企業診断協会・神奈川県経営診断協会・東京中小企業家同友会
- 日本筆跡心理学協会（後述）・一般社団法人日本筆跡鑑定人協会

## 日本筆跡心理学協会
2005年（平成17年）4月25日、代表・根本により設立。正確には「株式会社日本筆跡心理学協会」であり、商標登録がなされている。現代表は根本美希子である。

## 著書・執筆活動
- 『筆跡診断』（廣済堂出版・2000年）
- 『筆跡をかえて成功する方法』（ワニブックス・2000年）
- 『Web現代』（講談社・IT週刊誌）に筆跡診断コーナーを開設（2002年）
- 『カードック』（日刊自動車新聞社）にて紙上筆跡診断を連載（2002年〜）
- 『文字ぐせの魔術』（かんき出版・2003年）
- メールマガジン『開運筆跡診断!幸せの扉をひらく文字ぐせの魔法』創刊（2004年〜）
- 『筆跡心理テスト』（宝島社・2005年）
- 『魔法の筆跡テスト』（PHP研究所・2005年）
- 『こわいほどわかる筆跡診断』（廣済堂出版・2005年）
- 『成功文字マスターノート』（きこ書房・2005年）
- 日経ベンチャー（日経BP社）など雑誌20誌に筆跡心理学の記事を出稿（2005年）
- 大人のDSトレーニング（任天堂）にて筆跡心理学を担当（2005年）
- 筆跡鑑定の実務書『筆跡事件ファイル』（廣済堂出版・2007年）
- App Storeにて電子ブック『筆跡診断』を発売。（2011年3月）
- その他、「企業支援・育成講座」（近代セールス社）、「マンションで犬と暮らす幸福」（WAVE出版）、『商業界』『カードック』『TKC出版』など多数。

### 出演
- 2001年〜2003年 - テレビ各局にて附属池田小事件・神戸連続児童殺傷事件・長崎男児誘拐殺人事件・名古屋市連続通り魔殺傷事件に関する筆跡鑑定を行う。
- 2004年 - 日本テレビ「筆跡鑑定人の世界」およびテレビ朝日の番組に出演し、佐世保小6女児同級生殺害事件に関する加害少女の筆跡鑑定を行う。
- 2005年 - 日本テレビ、TBSテレビ、フジテレビ、テレビ東京、よみうりテレビ、関西テレビなどに筆跡心理学の解説者として延べ28回の出演。
- 2006年 - 日本テレビ「スッキリ」の「運命セラピスト」としてレギュラー出演（4〜8月）。TBSテレビ「筑紫哲也 ニュース23」で、第五福竜丸の日誌の鑑定。日本テレビ、TBSテレビ、フジテレビ、テレビ東京の番組で文部科学省に届いた自殺予告文の筆跡鑑定をそれぞれ行う。
- 2007年
  - 1月 - テレビ朝日の番組で、塩尻市男女変死事件に関する筆跡鑑定を行う。
  - 2月 - TBSテレビの番組で、浦安市無認可介護施設拘束疑惑事件に関する筆跡鑑定を行う。
  - 7月 - テレビ各局の番組に出演し、謎の一万円札騒動に関する筆跡鑑定を行う。
  - 10月 - 姫井由美子（民主党）の偽筆事件に関し、本人の筆跡であるとの鑑定を行う。
- 2009年
  - 1月 - 毎日放送「VOICE」で、一澤帆布工業の遺言書鑑定についての警察系鑑定人を批判する趣旨で事例を発表（翌月、TBSテレビ「NEWS23」でも同様の発表）。
  - 3月 - 司法専門誌「JW（ジュディワールド）No.5」に、鑑定態度の望ましい事例として紹介される。
  - 5月 - TBSテレビの番組で、中田カウス脅迫事件と筆跡鑑定について解説。
  - 10月 - TBSテレビにて首都圏連続不審死事件で犯人とされる女性容疑者の筆跡診断を行う。
- 2010年
  - 11月 - 東京スポーツ新聞にて尖閣諸島中国漁船衝突事件ビデオ流出の海上保安官の筆跡の分析を行う。
- 2011年
  - 2月 - 東京スポーツ新聞にて15億円疑惑の民主党藤井裕久の筆跡鑑定を行う。
  - 10月 - NHK BSプレミアムにおいて孫文他の筆跡を鑑定。
- 2012年
  - 6月 - 東京テレビキー局各局の依頼により、オウム真理教容疑者の高橋克己の筆跡の分析などを行う。
  - 6月 - 新聞社の依頼により小沢一郎夫人離婚状の真贋鑑定を行い、本人筆跡であることを認定。